# ザ・チルドレンズ・インベストメント・ファンド

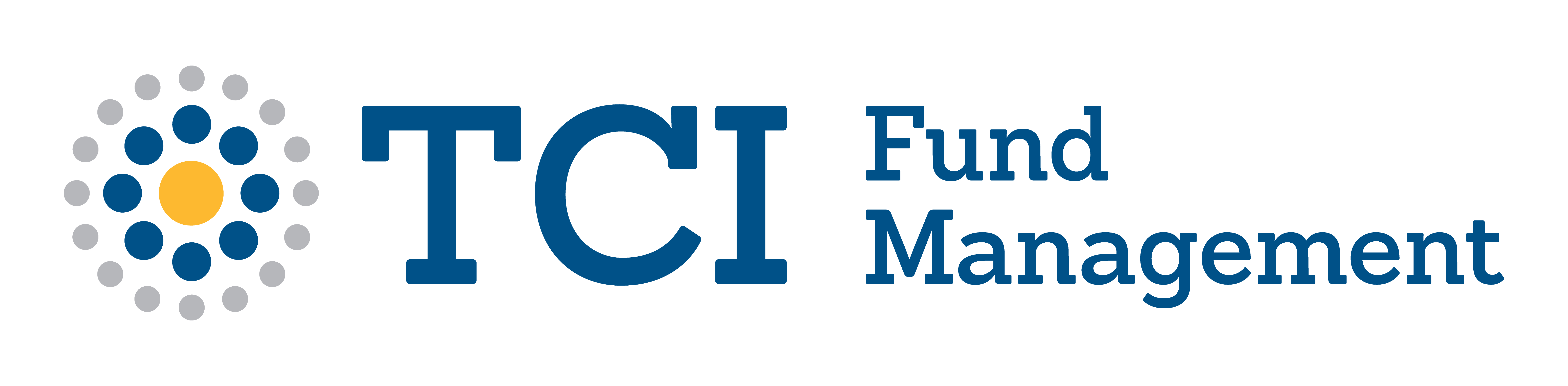
TCIのロゴ

ザ・チルドレンズ・インベストメント・ファンド (The Children's Investment Fund (TCI))はイギリスのヘッジファンド。物言う投資家として知られており、電源開発、ABNアムロ銀行、日本たばこ産業、コール・インディア、エアバス、セルネックス・テレコムなどに対し株主として意見を述べた。

## 概要

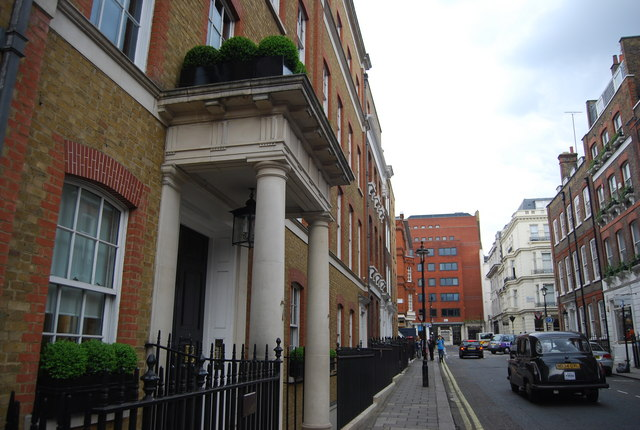
ロンドンのクリフォード・ストリート7号にあるTCI本社。

TCIはクリストファー・アンソニー・ホーンが2003年6月に創立した。名前の由来は、利益の一部をホーンの妻ジェイミー・クーパー＝ホーン（Jamie Cooper-Hohn）が主催するザ・チルドレンズ・インベストメント・ファンド財団（The Children's Investment Fund Foundation (CIFF)）に寄付していたことによる。この寄贈についてビル・クリントンは2006年に「開発途上国で重要な変革をもたらす優れたツール」と述べたが、TCIからCIFFへの定期的な寄贈は2012年に停止され、2014年には2人がロンドンで離婚手続きに入った。ただし、TCIは2004年から2014年まで累計19億米ドルをCIFFに寄贈しており、もはやTCIからの寄付がなくてもCIFFが単体で運営できるとも報じられた。
2004年から2021年まで、1年間の運用成績で損失となったのは2008年の一度だけだったが、2022年の成績は-18%となった。2023年の運用成績は+32.7%だった。
後にイギリス首相を務めたリシ・スナクは政界入り以前、TCIで3年間勤務した後2009年に退社した。

## 投資の動向
TCIは主に株式を長期保有する形でポートフォリオを運用している。物言う投資家として知られており、物言う投資家という戦略が一般的になる時代以前よりそれを実施していたとされる。インフラ系の企業への投資が多い。
2006年から2007年にかけて電源開発の株式を9.9%取得し活動するものの、株主議案を否決されたうえ、さらなる株式取得の許可も得られず、約125億円の損失を出して2008年に全部売却した。
2007年2月にABNアムロ銀行に事業分割または合併を呼び掛け、ABNアムロ銀行はのちにロイヤルバンク・オブ・スコットランドに買収された。TCIはABNアムロへの投資で大きな利益を上げた。このほか、2006年から2007年にかけてドイツ取引所への投資でも利益を上げた。ドイツ取引所にはユーロネクストとの合併を求めたが失敗に終わり、ユーロネクストはのちにニューヨーク証券取引所と合併した。
2010年より日本たばこ産業の株式を取得し、株主議案で増配を求め続けたが、議案はいずれも否決され、2015年に大半を売却した。
2012年にコール・インディアの大株主（9割を保有）であるインド政府がコール・インディアによる値上げの中止を強制し、少数株主の利益を不当に害したとしてインド政府を訴えた。TCIは一時コール・インディアの株式を約2%保有したが、2013年3月末時点で1.1%、同年6月には0.81%に下がった。2014年10月にはコール・インディアに対する行動を諦めたと報じられ、その理由として少数株主では何か変えることが困難であるというインドの金融システムに幻滅したことが挙げられた。
2013年8月にEADS（のちのエアバス）に対しダッソー・アビアシオンの株式保有を「資本の下手な使い方」だとして、その売却を要求した。このとき、TCIはEADSの株式を1%強保有していたが、EADSは12%を保有していたフランス政府との協定によりダッソーを自由に売却することができなかった。
2022年9月時点の組み入れトップ銘柄はAlphabetである。同年11月に同社に対し人員削減によるコストカットと子会社ウェイモの損失を提言することを要求し、Alphabetの最高経営責任者スンダー・ピチャイは2023年1月20日に1万2千人の人員削減（従業員の6%に相当）を発表したが、ホーンは同日に従業員数を15万人に減らす（さらなる2割の削減にあたる）べきと主張した
2023年2月にエアバスに対しアトスのセキュリティ部門の買収を断念するよう要求し、エアバスは2024年3月に買収を断念した。
2023年3月にセルネックス・テレコムの後任最高経営責任者(CEO)探しに怠慢があったとして取締役2名と取締役会長の辞任を要求すると、取締役2名が4月4日に辞任、TCIの代表者1名が4月26日にTCIの要求通り取締役に任命された。

## 関連文献
- Kumar, Nishant「英TCI、19年のリターンはプラス41%－6年ぶり高水準と関係者」『ブルームバーグ』2020年1月9日。2024年7月30日閲覧。